# دبیرستان اوتر آیلندز
دبیرستان اوتر آیلندز یک مدرسه آموزش متوسطه در آب‌سنگ حلقوی یولیتی، ایالت یاپ، ایالات فدرال میکرونزی است. مدیریت این مدرسه بر عهده وزارت آموزش و پرورش ایالت یاپ است.